# 超白金一代
超白金一代指2000年-2001年期间的中国足球青年队和2002年-2004年期间的中国足球国奥队。

## 历史

### 诞生

#### 2000年亚青赛
在2000年11月德黑兰亚青赛上，85国奥的前身，当时的中国国青队1-0击败了当时的亚洲一流强队韩国国青队，一举击破了“恐韩症”，使得中国足球扬眉吐气了一番。这场比赛也使得该队名声大噪，进球者曲波也一战成名，即所谓的“追风少年”是也。

### 闪光

#### 香港四国青年足球邀请赛
2001年

#### 世青赛
2001年

#### 卡塔尔六国足球邀请赛
2001年